# Niewygodna prawda (film 2006)
Niewygodna prawda (ang. An Inconvenient Truth) – amerykański film dokumentalny z 2006 roku w reżyserii Davisa Guggenheima, poświęcony zmianom klimatycznym na Ziemi, a w szczególności globalnemu ociepleniu. Film został oparty głównie na multimedialnej prezentacji byłego wiceprezydenta USA Ala Gore'a, którą tworzył on w ciągu kilku lat jako część swojej kampanii na temat globalnego ocieplenia.
Premiera filmu miała miejsce w styczniu 2006 na Sundance Film Festival, a w kinach ukazał się 24 maja. Obraz jest trzecim najbardziej kasowym filmem dokumentalnym w historii kina. Zarówno Gore, jak i dystrybutor filmu – wytwórnia filmowa Paramount Classics – zobowiązali się przekazać wpływy z filmu na edukacyjne programy dotyczące globalnego ocieplenia.

## Treść
Patrzysz na leniwie płynącą rzekę. Spoglądasz na liście, szeleszczące na wietrze. Słyszysz śpiew ptaków; odgłosy rzekotek drzewnych. Gdzieś daleko ryczy krowa. Czujesz zapach trawy. Rzeka podmywa brzeg. Jest cicho. Spokojnie. I nagle… coś się w tobie budzi. Bierzesz głęboki oddech i myślisz: „Ach tak, zapomniałem o tym”.

Film przedstawia dane i przewidywania dotyczące zmian klimatycznych na Ziemi. Fragmenty prezentacji na wykładach na całym świecie Ala Gore'a są przeplatane wydarzeniami z życia Al Gore. Gore przedstawia naukowe dowody potwierdzające teorię globalnego ocieplenia i konsekwencje, które się z nim wiążą, jeśli emisja gazów cieplarnianych nie zostanie w niedalekiej przyszłości ograniczona.

## Dodatkowe informacje
- 21 listopada 2006 film został wydany na DVD przez Paramount Home Entertainment.
- W filmie Al Gore użył sceny z odcinka serialu animowanego Futurama Crimes of the Hot do wytłumaczenia czym jest globalne ocieplenie
- W 2007 Stewart Dimmock, dyrektor szkoły w Kent, wniósł do Wysokiego Trybunału Anglii i Walii sprawę przeciwko Sekretarzowi Stanu ds. Edukacji, domagając się zakazu prezentowania filmu w szkołach. Wniosek uzasadnił brakiem obiektywności i upolitycznionym przekazem filmu. Sędzia  Michael Burton orzekł przeciw zakazowi, uznając, że całokształt filmu i jego fundamentalny przekaz jest obiektywny i zgodny z aktualnym stanem wiedzy naukowej w zakresie klimatu, jednocześnie wskazując na 9 "alarmistycznych" nieprawidłowości, odbiegających od naukowego mainstreamu[1].
- Niewygodna prawda to także tytuł książki Ala Gore'a, która towarzyszyła premierze filmu. Książka przez wiele miesięcy utrzymywała się na liście bestsellerów "New York Timesa", aż dotarła do pierwszego miejsca.